# Sierra Nevada Corporation
Sierra Nevada Corporation (SNC) är ett amerikanskt multinationellt tillverkningsföretag som verkar inom försvars- och rymdfartsindustrin. Deras affärsområden är bland annat om luftfart, rekognosering, säkerhet, teknologi, underrättelse och övervakning. SNC har verksamheter i Storbritannien, Turkiet, Tyskland och USA.
Företaget grundades 1963 i Reno i Nevada av John Chisholm och dennes fru Doris Chisholm. År 1994 blev SNC förvärvad av paret Eren och Fatih Ozmen, som var anställda hos just SNC.